# 1993–2003: 1st Decade in the Machines
1993–2003: 1st Decade in the Machines ist eine Kompilation mit Remixen von Ulver-Stücken. Sie erschien im Jahr 2003 bei Jester Records und wurde von Voices Music & Entertainment vertrieben.

## Entstehung und Veröffentlichung
Zum 10-jährigen Jubiläum von Ulver stellte Kristoffer Rygg mit Joakim Haugland von Smalltown Supersound anderer Künstler Remixe von Ulver-Stücken aus allen Schaffensperioden der Band zusammen. Die Kompilation wurde von Tom Kvålsvoll bei Strype Audio gemastert. Die Vielfalt der beteiligten Künstler und die Qualität der Ergebnisse sollen Haugland zufolge dokumentieren, wie einflussreich Ulver auf die Musik waren.

## Titelliste
1. Ulver: Crack Bug – 3:33 (Original: Nattens Madrigal von Vargnatt)
2. Alexander Rishaug: A Little Wiser than the Monkey, Much Wiser than Seven Men – 7:56 (Original: A Memorable Fancy Plates 21–22 von Themes from William Blake’s The Marriage of Heaven and Hell)
3. Information: Track Slow Now – 6:32 (Original: Silence Teaches You How to Sing von der gleichnamigen EP)
4. The Third Eye Foundation: Lyckantropen Remix – 3:59 (Original: Lyckantropen Themes)
5. Upland: Lost in Moments Remix – 2:41 (Original: Lost in Moments von Perdition City)
6. Bogdan Raczynski: Bog’s Basil & Curry Powder Potatos Recipe – 5:05 (Original: The Voice of the Devil von Themes from William Blake’s The Marriage of Heaven and Hell)
7. Martin Horntveth: Der Alte – 4:38 (Original: Speak Dead Speaker von Silencing the Singing)
8. Neotropic: He Said – She Said – 7:03 (Original: Not Saved von Silencing the Singing)
9. A. Wiltzie vs. Stars of the Lid: I Love You, but I Prefer Trondheim (Parts 1–4) – 10:22 (Original: Perdition City und Nattens Madrigal)
10. Fennesz: Only the Poor Have to Travel – 4:11 (Original: Perdition City)
11. Pita: Ulvrmxsw5 – 6:46 (Original: Perdition City)
12. Jazzkammer: Wolf Rotorvator – 3:31 (Original: Bergtatt)
13. V/Vm: The Descent of Men – 2:23 (Original: Nattens Madrigal)
14. Merzbow: Vow Me Ibrzu – 10:00 (Original: Bergtatt und Nattens Madrigal)

## Stil
Die Remixe sind größtenteils im Einklang mit Ulvers experimenteller Phase der frühen 2000er Jahre. Sie verarbeiten sowohl älteres als auch aktuelles Material der Band mehr oder weniger stark, so dass die Stücke nun dem Clicks & Cuts, Ambient, Drum and Bass oder Noise zugeordnet werden können.

## Rezeption
William York von Allmusic bezeichnet 1993–2003: 1st Decade in the Machines als sorgfältig zusammengestellte Kompilation mit wenig überraschenden, aber geschmackvollen Interpretationen der Originale, die er vor allem dem harten Kern der Ulver-Fans empfiehlt.